# Carex moupinensis
Carex moupinensis är en halvgräsart som beskrevs av Adrien René Franchet. Carex moupinensis ingår i släktet starrar, och familjen halvgräs. Inga underarter finns listade i Catalogue of Life.